# Публий Апустий
Публий Апустий (на латински: Publius Apustius) e политик на Римската република през 2 век пр.н.е. Произлиза от плебейската фамилия Апустии.
През 161 пр.н.е. е изпратен от Сената заедно с Гней Корнелий Лентул в Кирена при младия Птолемей VIII Фискон.